# Stenotarsia rotundicollis
Stenotarsia rotundicollis är en skalbaggsart som beskrevs av Leon Fairmaire 1894. Stenotarsia rotundicollis ingår i släktet Stenotarsia och familjen Cetoniidae. Inga underarter finns listade i Catalogue of Life.